# لودویگ فون میزس
لودویگ فون میزس (آلمانی: [ˈlu:tvɪç fɔn ˈmi:zəs]۱۸۸۱–۱۹۷۳) (به آلمانی: Ludwig Von Mises) فیلسوف، اقتصاددان مکتب اتریش و لیبرال کلاسیک بود. او از چهره‌های برجسته مکتب اتریشی تفکر اقتصادی شد و بیش از همه به خاطر کارهایش در زمینه کنش‌شناسی شناخته می‌شود. او در ۱۹۴۰ در هراس از اشغال سوییس به دست رایش آلمان به ایالات متحده مهاجرت کرد. او بر جنبش لیبرترین در ایالات متحده در میانه قرن بیستم تأثیر قابل توجهی گذاشت.
او را بیش از همه برای نوشتن کتاب‌های تئوریک تأثیرگذاری چون کنش انسانی، سوسیالیسم، نظریه و تاریخ و چندین اثر مطرح دیگر می‌شناسند؛ اما او همچنین در مجموعه درس گفتارهایی که سال ۱۹۵۹ در آرژانتین ایراد شدند، با زبانی غیرتخصصی که برای اهالی کسب‌وکار، استادان و معلمان و دانشجویان سایر رشته‌ها قابل‌استفاده باشد به تشریح رئوس اندیشه اقتصادی خود پرداخت. او در تجزیه و تحلیل تئوری خود با زبانی ساده بسیار چیره‌دست بود. واقعیت‌های مهم تاریخی را با اصول اقتصادی تشریح می‌کند. نشان می‌دهد که چطور سرمایه‌داری نظام سلسله مراتبی اروپای زمان فئودالیسم را از هم پاشاند و پیامدهای سیاسی روی کارآمدن انواع مختلف دولت‌ها را حلاجی می‌کند. از دیگر رئوس کار او بررسی نارسایی‌های سوسیالیسم و دولت رفاه است و نشان می‌دهد که چطور مصرف‌کنندگان و تولیدکنندگان با آزادی در نظام سرمایه‌داری می‌توانند مقاصد خود را برآورده سازند.

## زندگی
پدر وی، آرتور فون میزس، مهندس راه‌آهن و کارمند دولت و مادرش، آدله فون میزس بود. فون میزس هنوز در سن کودکی بود که خانواده‌اش به میهن مهاجرت کردند. وی در ۱۸۹۲ به Akademisches Gymnasium وارد شد و در آن جا به آموزش علوم انسانی پرداخت و با هانس کلسن (Mans Kelsen) همکاری نمود. او از ابتدا علاقه خاصی به تاریخ و سیاست داشت. به همین خاطر پس از فارغ‌التحصیلی در سال ۱۹۰۰، در دپارتمان حقوق و علوم دولتی در دانشگاه وین آغاز به تحصیل نمود.
فون میزس، کار خود را تحت نظر کارل گرومبرگ (Carl Grumberg) و با طرفداری از مکتب تاریخی در علوم سیاسی آغاز کرد. در این مکتب بر تحقیق و پژوهش تأکید شده و اهمیت چندانی به تحلیل نظری داده نمی‌شود. اما میزس در پاییز ۱۹۰۳ کتاب «اصول علم اقتصاد» نوشته کارل منگر (Carl Merger) را که متنی بنیادین در مکتب اقتصاد اتریش است مطالعه کرد و مطالعه این کتاب او را از این روش تاریخ‌گرایانه دور نمود. وی در سالیان بعد، به ویژه در سمینار اویگن بوم فن باورک، وزیر مالی سابق و مدافع مکتب اتریش، به تعمیق مطالعات خود در زمینه تئوری اقتصادی پرداخت.
فون میزس در فوریه ۱۹۰۶ فارغ‌التحصیل شد. وی کار خود را به عنوان کارمند دولت در اداره امور مالی اتریش آغاز نمود، اما پس از چند ماه به دلیل بیزاری از سازمان‌های دولتی آن جا را ترک کرد. پس از آن، دو سال در یک شرکت حقوقی در وین به عنوان کارآموز، مشغول به کار شد و همچنین، آغاز به تدریس اقتصاد کرد. در اوایل سال ۱۹۰۹، به «اتاق تجارت و صنعت وین» ملحق شد که به مدت ۲۵سال در آن جا مشغول به کار بود. این نهاد، در آن زمان یک سازمان نیمه دولتی بود و از طریق نشریاتی که به چاپ می‌رساند، اثر قابل ملاحظه‌ای بر سیاست اتریش می‌گذاشت. فون میزس، به موازات فعالیت حرفه‌ای و شغلی‌اش، علایق بلندپروازانه دانشگاهی و علمی خود را دنبال کرد و رساله‌ای در باب پول و بانکداری به نگارش درآورد.
وی با نوشته‌ای که با عنوان des Geldes under Umlaufsmittel در سال ۱۹۱۲ به رشته تحریر درآورد و در ۱۹۳۴، با عنوان «تئوری پول و اعتبار» به انگلیسی ترجمه شد، دو تأثیر پایدار بر علم اقتصاد نهاد. وی نشان داد که تئوری ارزش منگر، چگونه در رابطه با پول به کار می‌رود و نیز، تئوری چرخه تجاری جدیدی را مطرح کرد که طبق آن آشکار شد، بحران‌های اقتصادی نتیجه تخصیص نامطلوب منابع هستند که در نتیجه تورم روی می‌دهند. او همچنین نشان داد که پول به هیچ‌وجه نمی‌تواند خنثی باشد و افزایش حجم پول، همیشه اثرات بازتوزیعی خواهد داشت.
فون میزس، در جنگ جهانی اول، به عنوان افسر توپخانه اتریش– مجارستان و همچنین به عنوان مشاور اقتصادی وزارت جنگ به خدمت مشغول بود. او تجارب با ارزشی از تحرک سیاست مداخله‌گری و واقعیت‌های سوسیالیسم جنگ به دست آورد، که بعداً در تئوری سوسیالیسم خود به کار گرفت. وی در آخرین سال جنگ، به مقام موجه و معتبر- اما بدون برخورداری از حقوق- «استاد برتر» دانشگاه وین دست یافت.
کوتاه سخن آن که فون میزس پس از جنگ، به همکار دولت جمهوری‌خواه و جدید اتریش آلمان (نامی که تا سپتامبر ۱۹۱۹ توسط حکومت اتریش به کار گرفته می‌شد) تبدیل شد. وی در مسائل مالی مرتبط با امور خارجی صاحب‌نظر بود. اما مهم‌ترین موفقیت عملی وی در این‌دوره، متقاعد ساختن اتو باور، رهبر حزب سوسیالیست و دوست سابق و دانشجوی همانند خودش، به این بود که نباید به کودتای سوسیالیستی مبادرت کرد. او همچنین کتابی را منتشر کرد که در آن به توضیح سقوط اتریش مجارستان چندفرهنگی پرداخت. میزس، در Nation Staat und Wirtshaft) 1919)(که در ۱۹۸۳، با عنوان «ملت، حکومت و اقتصاد» به انگلیسی ترجمه شد) ادعا می‌کند که امپریالیسم آلمانی، نتیجه به‌کارگیری قدرت حکومت برای حل مشکلات جوامع چندفرهنگی- که در استان‌های شرقی اتریش و آلمان رواج داشتند- بوده است.
فون میزس در پاییز ۱۹۱۹، مشهورترین مقاله‌اش با عنوان «محاسبه اقتصادی در جامعه سوسیالیستی» را نوشت.
وی در این مقاله چنین بحث می‌کند که رهبر سوسیالیست، از ابزار لازم برای تخصیص عقلانی منابع، که همان محاسبه و برآورد اقتصادی است، محروم می‌باشد و در یک اقتصاد سرمایه‌داری تنها قیمت‌های پولی هستند که مقایسه پروژه‌های سرمایه‌گذاری جایگزین را به صورت یک واحد مشترک امکان‌پذیر می‌سازند. وی دو سال بعد، رساله‌ای را دربارهٔ سوسیالیسم منتشر ساخت (Die Gemeinwirtschaft,1922) که تأثیر سرنوشت‌سازی بر رهبران بعدی جریان روشنفکری، یعنی افرادی چون هایک (F.A. Hayek) و ویلهلم رپکه نهاد.
اینان کسانی بودند که پس از جنگ جهانی دوم، جریان لیبرالیسم را رهبری کردند. میزس در اوایل دهه ۱۹۲۰، با موفقیت به مبارزه با تورم در اتریش پرداخت و توانست تأثیر مهمی بر اصطلاحات پولی و مالی سال ۱۹۲۲ بگذارد. با این حال نتوانست از افزایش مداوم دخالت‌های دولت و تیرگی اوضاع مالی عمومی اتریش جلوگیری کند. میزس یک تئوری کاملاً جدید دربارهٔ سیاست‌های مداخله‌گرایانه پایه‌گذاری نمود که نشان می‌دهد مداخله‌جویی‌های دولت، ذاتاً ضد تولید است. این تئوری، عملاً همه اشکال سیاست‌های راه سوم را منتفی دانسته و سرمایه‌داری اقتصاد آزاد را به عنوان تنها گزینه معنادار و ارزشمند از میان گزینه‌های سیاسی موجود تعیین نمود. میزس در سال ۱۹۲۷، در Liberalismus، فلسفه سیاسی خود مبنی بر اصالت فایده را به‌طور مختصر و موجز، ارائه کرد.
میزس در اواخر دهه ۱۹۲۰، انتشار مقالاتی در باب خصلت معرفت‌شناسی علم اقتصاد را آغاز کرد. وی معتقد بود که علم اقتصاد را نمی‌توان با تحلیل داده‌های قابل مشاهده، رد کرد یا بر آن صحه گذاشت. از دید وی، اقتصاد، همانند ریاضیات یا منطق یا هندسه، یک علم مقدماتی است. علاوه بر آن، اقتصاد تنها جزئی از یک علم اجتماعی گسترده‌تر است که وی بعداً نام آن را 
کنش‌شناسی، به معنای منطق عمل انسان نهاد. فون میزس نهایتاً مسیرهای مختلف کاری‌اش را با یکدیگر تلفیق نموده و بدین طریق در سال ۱۹۳۴- زمانی که صاحب کرسی روابط اقتصادی بین‌المللی در انجمن دانش‌آموختگان مطالعات بین‌الملل در ژنو بود- رساله‌ای پراکسلوژیک را به رشته تحریر درآورد. وی تا سال ۱۹۴۰ در این مقام بود و در همین سال بود که بالاخره رساله‌اش با نام Nationalokonomie به چاپ رسید.
در ۱۹۳۸، زمانی که در ژنو بود، با مارگیت سرنی (Margit sereny) (با نام خانوادگی پدری هرزفلد) ازدواج کرد و بعدها دختر ناتنی‌اش گیتا سرنی، به نویسنده مشهوری تبدیل شد. آن‌ها از این ازدواج صاحب هیچ فرزندی نشدند.
میزس، در ژولای ۱۹۴۰، ژنو را ترک کرد تا مبادا به اسارت ارتش آلمان درآمده یا توسط دولت سوئیس به آن‌ها تحویل داده شود. وی به نیویورک رفت و در ۱۹۴۶ به شهروند ایالات متحده تبدیل گردید و بدین‌گونه، زندگی جدیدی را آغاز کرد. فون میزس ابتدا به استخدام اداره ملی تحقیقات اقتصادی درآمد، سپس به عنوان مشاور انجمن ملی تولیدکنندگان مشغول به کار شد و نهایتاً در سال ۱۹۴۵، به عنوان استاد مدعو دانشگاه نیویورک انتخاب گردید. او به مدت ۲۴ سال پس از آن، کماکان در این دانشگاه به فعالیت مشغول بود. میزس در ایالات متحده، به «رئیس معنوی» نهضت تازه جان گرفته لیبرتارین تبدیل شد و فضای مکتب اتریش را به‌گونه‌ای مشخص و آشکار بر آن حاکم کرد. روابط نزدیک «بنیاد آموزش‌های اقتصادی»، «صندوق ویلیام والکر» و «بنیاد Earhart»، پشتوانه مالی و سازمانی لازم را برای وی فراهم آورد. تأثیر و نفوذ فون میزس، در سال‌های پس از انتشار ویرایش انگلیسی رساله پراکسولوژیکش با عنوان «عمل انسان» (۱۹۴۹) به حداکثر میزان خود رسید.
سخنرانی‌ها و سمینارهای وی در دهه ۱۹۵۰ در دانشگاه نیویورک، سبب پرورش رهبران روشنفکر بسیاری در جریان لیبرتارینیسم پس از جنگ شد. افرادی چون موری روتبارد، هانس سنهولز، جورج رایسمن، رالف رایکو، لئونارد لیگیو و ایزرائل کرزنر از این دسته‌اند. توان و قدرت تولید فون میزس در دهه ۱۹۶۰ به گونه بسیار قابل‌ملاحظه و شدیدی کاهش یافت. او تا ۱۹۶۹ در دانشگاه نیویورک به تدریس پرداخت و در همین شهر نیز از دنیا رفت. به واقع وی، برای مدت تقریباً چهار دهه، رهبر بلامنازع مکتب اتریش در علم اقتصاد بود.

## اندیشه‌ها
میزس به‌طور گسترده‌ای به عنوان یک لیبرال کلاسیک می‌نوشت و سخنرانی می‌کرد و همچنین یکی از رهبران مکتب اقتصادی اتریش بود. او در رسالاتش دربارهٔ اقتصاد، به آشکارسازی بنیان‌های مفهومی پرداخت که آن را Praxeology نام نهاد. علم اعمال انسان یک کنش‌شناسی انسان. بسیاری از آثار او در مورد دو موضوع اقتصادی بودند:
۱-اقتصاد پولی و تورم.
۲-تفاوت بین اقتصاد دولتی و تجارت آزاد.
-میزس می‌گوید پول به خاطر مطلوبیتش در ابتیاع دیگر کالاها مورد تقاضا است و نه به خاطر خودش و این‌که هر گسترش عرضهٔ پولی، به استثنای عرضهٔ مسکوکات، موجب ایجاد سیکل‌های تجاری رونق و رکود می‌شود. دیگر معاضدت قابل توجه میزس بحث او در این باب بود که سوسیالیسم به لحاظ اقتصادی به خاطر مشکل محاسبات اقتصادی می‌بایست شکست بخورد. میزس بیان کرد که بدون اقتصاد بازار هیچ سیستم قیمت‌گذاری کارآمدی وجود نخواهد داشت. چیزی که او برای دستیابی به یک تخصیص عقلانی کالاهای سرمایه‌ای به بارآورترین استفاده‌شان لازم می‌دانست. سوسیالیسم شکست می‌خورد چراکه بر اساس گفته فون میزس تقاضا بدون قیمت‌ها قابل محاسبه نیست. این بحث توسط دیگر پیروان مکتب اتریش مثل فون هایک به صورت مفصل و مبسوط پرورده شد. خود میزس چنین می‌نویسد: «واژگان معمول زبان سیاسی احمقانه هستند. چپ چیست و راست چیست؟ چرا هیتلر باید راست باشد و استالین، دوست موقت او، چپ؟ چه کسی مرتجع است و چه کسی ترقی‌خواه؟ ارتجاع در برابر یک سیاست نابخردانه محکوم نیست و پیشرفت به سوی آشوب ستودنی نیست. هیچ چیز نباید تنها به خاطر آن‌که جدید است، رادیکال است یا مد روز است پذیرفته شود. اگر دکترینی که راست کیش (Orthodox) بر آن ایستادگی می‌کند بی‌عیب و مستحکم باشد آن‌گاه ارتدوکسی (Orthodoxy) یک شر نیست. چه کسی ضد کارگر است؟ آن کسانی که می‌خواهند کارگران را به سطح روسیه نزول دهند یا کسانی که برای کارگران استانداردهای سرمایه‌داریٔ آمریکا را طلب می‌کنند؟ چه کسانی ملی‌گرایند؟ آن کسانی که می‌خواهند کشورشان را لگدمال چکمهٔ نازی‌ها کنند یا آن کسانی که کشورشان را مستقل می‌خواهند؟».
یکی از قابل توجه‌ترین نظریات میزس این بود که سوسیالیسم از نظر اقتصادی محکوم به شکست است. در مقاله‌ای در ۱۹۲۰، میزس این‌گونه نوشت که یک دولت سوسیالیست نمی‌تواند محاسبات اقتصادی لازم برای سازمان‌دهی مؤثر یک اقتصاد پیچیده را انجام دهد. با اینکه اقتصاددانان سوسیالیستی چون اسکار لنج و آبا لرنر با او مخالفت کردند اما اقتصاددانان مدرن متفق‌القولند که بحث میزس به همراه توضیحات هایک بر آن درست است.
میزس معتقد بود که حقیقت‌های اقتصادی از یک سری بدیهیات روشن نشأت می‌گیرند و نمی‌توان آن‌ها را به صورتی تجربی آزمایش کرد. او نظرات خود را در مهم‌ترین اثرش، کنش انسانی، و سایر انتشاراتش شرح داد هرچند که چندان در جذب اقتصاددانان خارج از مکتب اتریش موفق نشد. میزس همچنین یکی از طرفداران مهم لسه فر بود؛ او معتقد بود دولت در هیچ جای اقتصاد نباید دخالت کند.